# Anjelika Akbar
Anjelika Akbar o Anjelika Rosenbaum Akbar (Kharagandí, 1969) és una pianista turca.
Va néixer a Kazakhstan, filla de músics, Anjelika estudià al Conservatori Txaikovski de Taixkent. Seguí els estudis a la Universitat de Hacettepe a Ankara i s'establí a Turquia. Des de 1993 és ciutadana turca. Ha escrit dos llibres: Històries de Basha, publicat primerament en rus a Moscou (2005), i després en turc a Istanbul (2008) i İçimdeki Türkiyem (La meva Turquia dins meu) en turc, publicat el 2010. Jueva d'origen, Akbar va realitzar un recital, a les celebracions del Dia Europeu de Cultura Jueva del 2008 a Gàlata, İstanbul. Anjelika Akbar es casà, en segones núpcies el 2007, amb Batu Tarman, enginyer turc i exalumne seu de piano. Té dos fills, Yürek i Timur.

## Discografia
- Su (1999)
- bir'den Bir'e (2002)
- Vivaldi - Four Seasons (2002)
- Bach A L'orientale (2003)
- Bir Yudum Su (2005)
- Raindrops By Anjelika (2009)
- İçimdeki Türkiyem (2010)
- Likafoni (2011)